# Coregonus megalops
Coregonus megalops és una espècie de peix de la família dels salmònids i de l'ordre dels salmoniformes.

## Reproducció
Fresa entre setembre i febrer.

## Alimentació
Menja plàncton a l'estiu.

## Distribució geogràfica
Es troba a Europa: Suècia, Finlàndia i Rússia.